# Église Santa Maria della Colonna
L'église Santa Maria della Colonna (Sainte-Marie-de-la-Colonne) est une église baroque du centre historique de Naples. Elle se trouve juste avant l'église des Girolamini. Elle dépend de l'archidiocèse de Naples.

## Histoire
L'église est bâtie en 1589 à l'initiative du Père Marcello Fossataro, tertiaire franciscain qui achète les maisons des terrains pour construire une vaste maison religieuse avec une église, destinée à accueillir des garçons de familles nécessiteuses. Ensuite la demeure abrite un conservatoire appelé Conservatorio dei Poveri di Gesù Cristo où fut formé Pergolèse. L'édifice est restauré au XVIIIe siècle et la façade est refaite en 1715 par Antonio Guidetti assisté de Niccolò Tagliacozzi Canale. Une restauration a lieu en 1896.

## Description
L'église est insérée entre deux corps de bâtiment autrefois parties intégrantes du couvent et aujourd'hui immeubles d'habitation. La façade présente des lésènes corinthiennes adossées à des pilastres inclinés qui encadrent la partie centrale. Le portail est en piperno surmonté d'une décoration de stuc et d'une plaque de marbre flanquée de chaque côté d'un ange.
Le niveau supérieur est éclairé au milieu d'une grande fenêtre et décoré de stucs.
L'intérieur, de plan en croix grecque couronnée d'une coupole en son milieu, présente un appareil ornemental en stuc dessiné par Costantino d'Amamo. Le chœur est orné de décorations sculptées de Domenico Bertone et de fresques de Paolo de Matteis.

## Source de la traduction
- (it) Cet article est partiellement ou en totalité issu de l’article de Wikipédia en italien intitulé « Chiesa di Santa Maria della Colonna » (voir la liste des auteurs).